# Romanticismo hispanoamericano
El romanticismo hispanoamericano fue un movimiento literario centrado en la parte de habla hispana del continente americano. Su contribución no se limitó a la literatura de América, influenciando la literatura de otros continentes. En Argentina, figuras como Esteban Echeverría denunciaron la tiranía rosista a través de una estética renovadora, mientras que José Mármol reflejó las tensiones sociales en sus novelas y Domingo Faustino Sarmiento exploró la identidad nacional con una pasión típicamente romántica. En Chile, Guillermo Blest Gana se adentró en las complejidades sociales, y en Colombia, Jorge Isaacs legó una de las novelas importante titulada, "María", y José Eusebio Caro desarrolló la melancolía en el románticismo. Cuba destacó con José María Heredia a un poeta de profunda sensibilidad, aunque con raíces neoclásicas. En Ecuador desetacó Juan Montalvo y la exploración de la naturaleza y el romance en Cumandá de Juan León Mera. México destacó con  Manuel Acuña y  Manuel María Flores, mientras que en Perú, Carlos Augusto Salaverry y Ricardo Palma fueron importantes, el segudno de ellos con sus "Tradiciones Peruanas". Uruguay destacó en la poesía con Juan Zorrilla de San Martín, y Venezuela tuvo a Juan Vicente González como impulsor del movimiento, junto a la lírica de Juan Antonio Pérez Bonalde y las narrativas de Juan Vicente Camacho y Julio Calcaño. 

## Características
En Hispanoamérica, la literatura romántica se llevó a cabo como una reacción al neoclasicismo que había sido importante a finales del siglo XVIII y durante las guerras de independencias. Dentro de los diferentis tipos de narraciones tenemos:
- Géneros literarios: Predomina la prosa (narrativa). Nace el cuento, la crónica de viaje, el cuadro de costumbre, la biografía literaria, ensayos y memorias, pero sobre todo se producen muchas de temas históricos, sentimentales, costumbristas.
- Poesía: Se consolida la poesía popular y se le da más importancia al literato.
- Ensayos: como parte de la pugna entre conservadores y liberales, el ensayo que había sido muy importante dentro del neoclasicismo fue usado también por los románticos como vehículo para expresar sus ideales de individualidad, libertad, pasión y virtud.

En argentina continuó desarrollándose la Poesía Gauchesca con José Hernández que se caracteriza por:
- Descripción de problemas: Trata de describir los problemas americanos y los redacta en sus obras.
- Acumulación de sentimientos: Sobresale melancolía inspirada por pesimismo por las decepciones amorosas.
- Identificación por la Nación: Afirmar la identidad nacional y la independencia cultural.
- Literatura comprometida con la exaltación del mundo americano y con la solución de sus problemas; más constaba de muchísimos autores y sus obras fueron muy importantes
- Repudio a lo español, admiración por lo francés, anglosajón y exaltación del mundo indígena.

## Autores y sus obras

### Escritores de Argentina
- Esteban Echeverría: plasmó la brutalidad del régimen de Rosas en sus escritos, siendo El Matadero un vívido ejemplo de su denuncia. Pionero del romanticismo hispanoamericano, su obra fusionó la estética del movimiento con una crítica a la opresión política. A través de poemas, cuentos y novelas, su voz se alzó contra la tiranía y renovó la literatura.[1]
- José Mármol: Destacó por la publicación de Amalia. Esta obra reflejó las tensiones políticas y sociales de la época, consolidando a Mármol como una figura influyente.[2]
- Domingo Faustino Sarmiento: Conocido por la publicación de Facundo. Su pensamiento y estilo están profundamente imbuidos de la sensibilidad romántica. La pasión, la exaltación del individuo y la exploración de la identidad nacional que caracterizan su obra revelan una conexión innegable con los ideales del romanticismo. Su visión influyó en la construcción del pensamiento argentino del siglo XIX.[3]

### Escritores de Chile
- Guillermo Blest Gana: Con la publicación de Martín Rivas, Blest Gana se destacó un novelista del romanticismo chileno, explorando las complejidades sociales y los conflictos individuales de su tiempo. Su narrativa ofrece una visión profunda de la sociedad chilena del siglo XIX.[4]

### Escritores de Colombia
- Jorge Isaacs: Su novela María es un emblema del romanticismo latinoamericano, una historia de amor trágica y exaltada que ha conmovido a generaciones de lectores. El estilo de su prosa, la intensidad de las emociones y la evocación de la naturaleza exuberante definen esta obra del género.[5]
- Gregorio Gutiérrez González: Poeta cuya obra está ligada a la naturaleza antioqueña. Su obra refleja la sensibilidad romántica hacia el entorno natural y las emociones personales.[6]
- José Eusebio Caro: Aunque también incursionó en el periodismo y la política, su poesía se caracteriza por una profunda melancolía y la expresión de sentimientos íntimos con un tono apasionado. Se le reconoce como una figura importante en la transición literaria colombiana hacia el romanticismo.[7]

### Escritores de Cuba
- José María Heredia: considerado por muchos como el primer poeta romántico de América,[8][9] En años más recientes esta filiación romántica se ha matizado, señalándose la importancia del neoclasicismo y de la estética de la sensibilidad ilustrada para el pensamiento y la obra heredianos.[10] Es conocido como el «Cantor del  Niágara» y fue nombrado poeta nacional de Cuba.

### Escritores de Ecuador
- Juan Montalvo: Con un estilo ensayístico retórico y apasionado, Montalvo encarnó el espíritu del romanticismo en su prosa combativa en Las Catilinarias. Sus ensayos Siete Tratados y su novela Capítulos que se olvidaron a Cervantes son sus principales aportaciones al romanticismo literario.[11] Su fama se extendió por varios países llegando a influenciar a Rubén Darío y José Enrique Rodó.[12][13]
- Juan León Mera: legó a su país Cumandá o un drama entre salvajes, una obra que exploró la realidad indígena y la naturaleza ecuatoriana con una sensibilidad romántica. Su contribución fue fundamental para el desarrollo de una identidad literaria nacional, abriendo camino a futuras generaciones de escritores.[14]
- Julio Zaldumbide: en la poesía por otro lado destacó Zaldumbide con una obra que canta a la naturaleza, se caracteriza por su pesimismo, la nostalgia y la búsqueda de la perfección estlilística.[15]

### Escritores de México
- Manuel Acuña: La poesía de Acuña se caracteriza por su lirismo melancólico, la exploración de los sentimientos íntimos y una  sensibilidad ante la vida y la muerte. Su breve pero intensa trayectoria es un gran exponente del romanticismo mexicano.
- Manuel María Flores: Junto a Acuña, Flores se destacó como otro importante poeta romántico mexicano, dejando una huella  con su poemario Pasionarias. Sus versos, se caracterizan por la pasión y desgarro, y además exploran las complejidades del amor y el sufrimiento con una intensidad característica del romanticismo.[16]

### Escritores de Perú
- Carlos Augusto Salaverry: Su poesía lírica, se caracteriza por la melancolía y la expresión de un amor a menudo frustrado y doloroso. Sus "Cartas a un ángel" son un ejemplo de lírica romántica.[17]
- Ricardo Palma: destacó por la publicación de las Tradiciones. Empiezan a editarse como tales bajo el nombre de Tradiciones Peruanas que aparecerán en nueve series y dos adicionales a lo largo de la vida del autor. Es esta obra la que define a Palma como creador de un género literario netamente peruano: el Tradicionismo y lo que lo convierte a él en el tradicionista por antonomasia.[18]

### Escritores de Uruguay
- Juan Zorrilla de San Martín:  exaltó la historia y la identidad uruguaya en obras como Tabaré y La leyenda patria. Su poesía evoca el pasado y los ideales de la nación.[19]

### Escritores de Venezuela
- Juan Vicente González: Como escritor y periodista, sucitó el romanticismo en Venezuela. Su labor intelectual y su influencia en la prensa contribuyeron a la adopción de las nuevas ideas estéticas y literarias en el país.[20]
- Juan Antonio Pérez Bonalde: La poesía lírica de Pérez Bonalde se distinguió por su belleza y melancolía. Además  exploró los temas universales del amor, la pérdida y la naturaleza con una intensidad emocional característica del romanticismo.[21]
- Juan Vicente Camacho: fue un escritor, pintor y diplomático venezolano, representante del romanticismo. Sus cuentos La estatua de bronce (1850) y Confesiones de un auténtico ahorcado resucitado (1861), son considerados como relatos pioneros de literatura fantástica y de ciencia ficción en América Latina.[22][23]
- Julio Calcaño: fue poeta, crítico literario y autor de dos novelas: Blanca de Torrestella (Caracas, 1862), una pieza de inspiración histórica, propia del romanticismo, que gozó del aplauso de la crítica y los lectores de su tiempo; y El rey de Tebas, que fue publicada por entregas en La Revista (Caracas), entre los números 11 y 28 (1872 y 1873).[24] Calcaño es sobre todo conocido por sus cuentos Las lavanderas nocturnas, El sello maldito, La danza de los muertos y Tristán Cataletto, son ejemplos notables y pioneros de la literatura fantástica venezolana del siglo XIX.[25]